# تشيليه
تشيليه ( Italian: ‎[tʃiʎˈʎɛ]‏ ؛ Piedmontese) هي بلدية في مقاطعة كونيو في منطقة بيدمونت الإيطالية، وتقع على بعد حوالي 70 كيلومتر (43 ميل) جنوب تورينو وحوالي 30 كيلومتر (19 ميل) شرق كونيو. اعتبارًا من 31 ديسمبر 2004، كان عدد سكانها 185 نسمة، وتبلغ مساحتها 6.0 كيلومتر مربع (2.3 ميل2).
تقع تشيليه على حدود البلديات التالية: باستيا موندوفي، كلافيسانا، موندوفي، نيللا تانارو، روكا تشيليه.